# Tour d'Oranie
Le Tour d'Oranie est une ancienne course cycliste, organisée de 1933 à 1935  en Oranie, province de l'Ouest algérien, comprenant tout le nord-ouest de l'Algérie. 
La capitale de la région est la ville d'Oran.

## Palmarès
| Année | Vainqueur         | Deuxième         | Troisième       |
| ----- | ----------------- | ---------------- | --------------- |
| 1933  | Alfred Mechaly    | Vincent Salazard | Gaby Pastor     |
| 1934  | Abdel-Kader Abbes | Henri Poméon     | Emmanuel Ferrer |
| 1935  | Alfred Mechaly    | Michel Catteeuw  | Manuel Garcia   |